# Styringomyia apiculata
Styringomyia apiculata är en tvåvingeart som beskrevs av Alexander 1971. Styringomyia apiculata ingår i släktet Styringomyia och familjen småharkrankar. Inga underarter finns listade i Catalogue of Life.